# Roca Sareny
Roca Sareny, escrit també a vegades Roca Sereny, és un turó situat al vessant nord del massís de Sant Llorenç del Munt. El cim és allargassat i forma una carena rocosa de pocs metres d'amplada i de gairebé uns 300 metres de llargada que discorre de sud-oest a nord-est. Té una alçada d'uns 800 m i el punt més alt té una elevació de 804,4 m. La carena marca el límit municipal i comarcal entre Mura (Bages), al vessant oest, i Sant Llorenç Savall (Vallès Occidental), al vessant est.
És dins del límit del Parc Natural de Sant Llorenç del Munt i l'Obac, creat el 1972. Des del 2000 també forma part de l'Inventari d'espais d'interès geològic de Catalunya inventariat com espai d'interès geològic en el conjunt de la geozona Sant Llorenç del Munt i l'Obac, la qual forma part del parc natural majoritàriament.
El 13 d'agost de 1970 resultà afectat per l'incendi de la Muntada. Està inclòs al repte dels «100 Cims» de la Federació d'Entitats Excursionistes de Catalunya.

## Toponímia
L'origen del nom de Roca Sareny ve del mot areny, probablement del llatí vulgar ARENĔUS ('arenós'), derivat d'ARĒNA ('arena'), o potser haplologia d'un antic areneny, derivat d'arena amb el sufix -eny, de rendiment reduït. Els arenys és com popularment es coneixien les zones on hi havia abundància de gresos, un tipus de roca sedimentària present a Sant Llorenç del Munt.

## Geologia

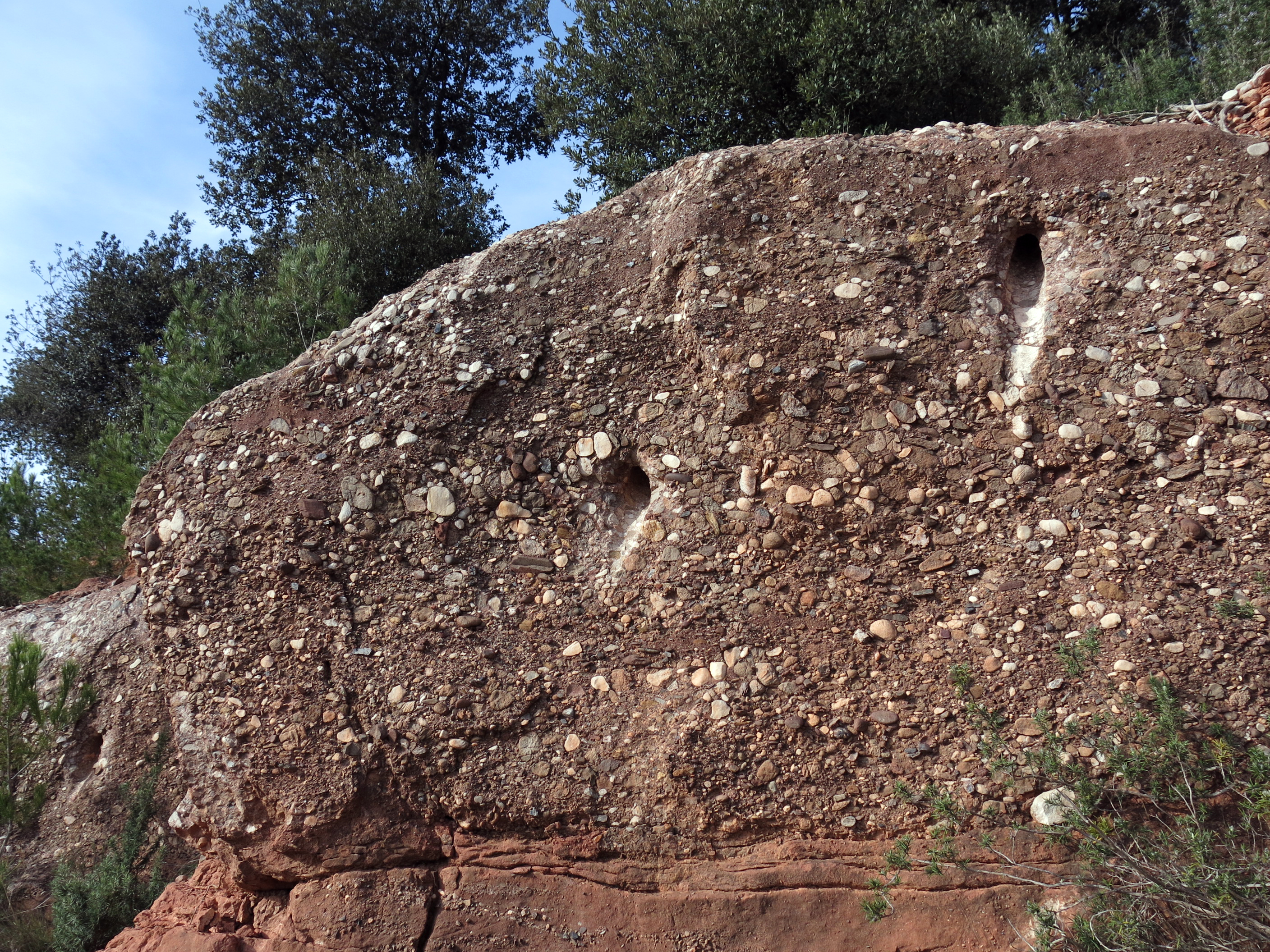
Substrat conglomeràtic de composició carbonatada present a Sant Llorenç del Munt. S'hi percep una gran quantitat de còdols i roques incrustats entre sorres i argiles.

La formació de Roca Sareny va intrínsecament lligada a la formació del massís de Sant Llorenç del Munt. L'origen del massís s'inicià a l'Ipresià, el primer estatge geològic de l'Eocè, fa uns 55,8 ± 0,2 milions d'anys, i que acabà fa 48,6 ± 0,2 milions d'anys. Llavors, un riu cabalós desembocava a un delta on avui se situa aquest massís, que era a una línia costanera d'un mar interior desaparegut, abocant-hi sediments com ara còdols, roques, sorres, argiles, etc.
Posteriorment, el moviment tectònic de plaques va fer desaparèixer aquell mar interior, i el delta que havia creat el riu s'aixecà fins a esdevenir la forma primitiva del massís de Sant Llorenç del Munt, el qual s'anà modelant a causa dels agents atmosfèrics.
Roca Sareny presenta diversos estrats de conglomerat i gresos vermells intercalats.

## Situació

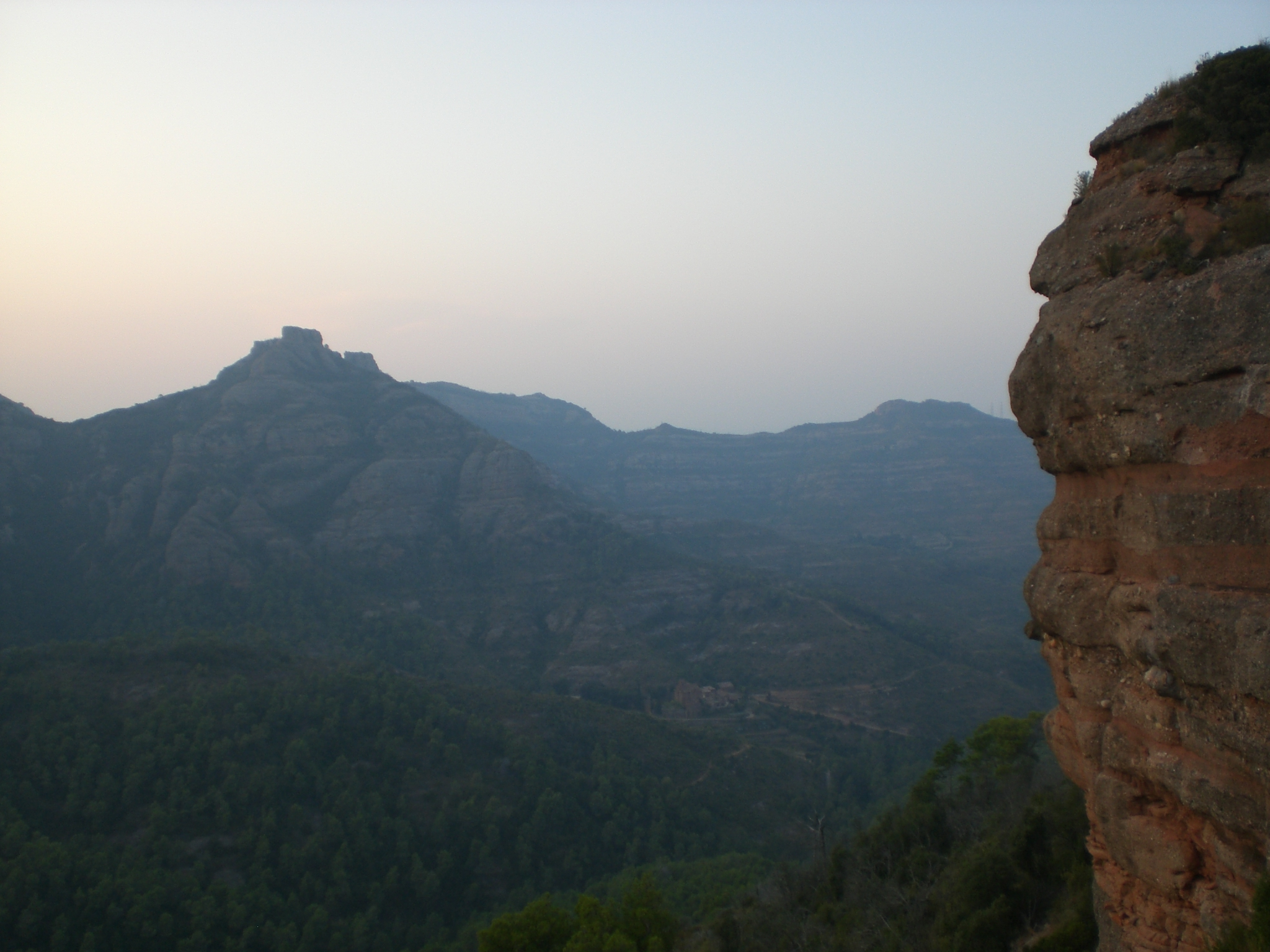
Roca Sareny (dreta) i els Emprius (esquerra) des de Rocamur.

Roca Sareny forma part d'un dels contraforts del nord-est de la serra dels Emprius (883,3 m), al qual s'uneix al cap d'uns 550 metres a través de l'Era Ventosa (736,2 m) i el coll de Pregona (743,5 m), i des d'on surt la serra de les Garses en direcció nord. És un dels límits naturals de la vall d'Horta, al seu nord-oest. Des de Roca Sareny i en sentit nord, la carena va perdent alçada progressivament fins al coll de la Casilla (644,8 m), lloc per on passa la carretera B-124, que va de Sabadell a Calders.
En direcció est des de Roca Sareny i passant pel coll de la Costa (673,5 m) s'uneix a la carena del castell de Pera, on hi ha les restes del castell de Pera (740,6 m), d'estil romànic. Seguint en sentit sud-est i passant pel coll d'Agramunt (654 m) la carena va perdent alçada progressivament i passa pel turó de Baiarols (696,1 m) i Puig Cornador (586,5 m), ambdós a l'oest de Sant Llorenç Savall.
La carena de Roca Sareny fa de divisòria de les conques hidrogràfiques del Llobregat i del Besòs. Al vessant nord-oest, diversos torrents baixen fins a descarregar al torrent del Soler, el qual desemboca a la riera de les Refardes, tributària de la riera de Talamanca, la qual s'aboca a la riera de Mura i finalment al riu Llobregat. A la banda sud-est, hi ha el torrent de Pregona i el torrent del Romeu, que són tributaris de la riera d'Horta, a la vall d'Horta, la qual desemboca al riu Ripoll, afluent del Besòs.
Al peu de Roca Sareny, al sud, hi ha les masies de Pregona i del Romeu, i al sud-est hi ha la masia d'Agramunt. Les tres masies es troben a la capçalera de la vall d'Horta. Roca Sareny és a 2,4 km del cim del Montcau (1.056 m) i a 5,9 km del cim de la Mola (1.103,2 m), els dos cims més alts del massís de Sant Llorenç del Munt.

## Jaciments

### Dolmen de Roca Sareny

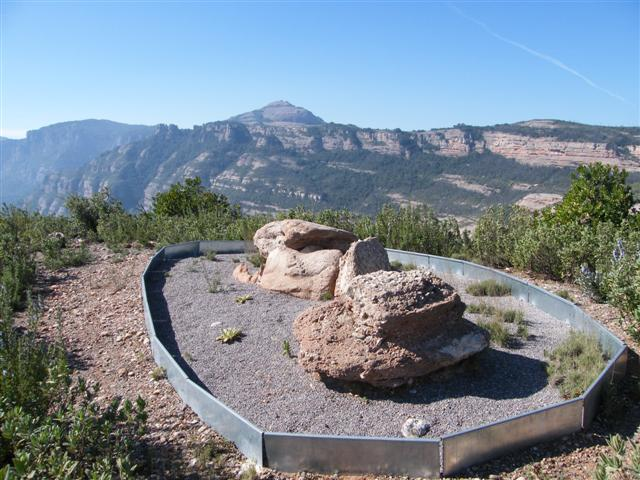
Dolmen de Roca Sareny i els Emprius i el Montcau al fons.

El dolmen de Roca Sareny és un dolmen situat a un contrafort del vessant sud de Roca Sareny, al municipi de Sant Llorenç Savall. Es troba a una alçada de 760 m i a una distància de poc més de 100 metres del cim del turó. Es tracta d'un sepulcre megalític en blocs consistent en una caixa de forma rectangular datada del període Eneolític al Bronze Antic (2200 aC – 1500 aC) i és la primera construcció megalítica trobada a la vall del Ripoll. Es creu que hi hagué un poblat permanent a la rodalia del dolmen, al marge del Ripoll o a la mateixa vall d'Horta, tal com indica el fet que la tomba es reutilitzés en diverses ocasions. Gràcies a les restes que s'hi trobaren resulta evident que existia una certa manufactura d'objectes de ceràmica, d'eines de pedra polida i de determinats elements ornamentals que devien estar vinculats a alguna xarxa comercial amb els poblats veïns.
Les lloses i blocs que formaven la cambra sepulcral s'assentaven en un petit encaix en el terreny, subjectades amb blocs i còdols de mida mitjana i petita, disposats a la banda externa a la estructura. Té una planta poligonal, construïda per tres lloses (dues de conglomerat i una de gres) que configuraven la capçalera i el lateral est. La resta del perímetre arquitectònic quedava tancat per blocs de pedra de mida mitjana. La coberta la formava un bloc de conglomerat. L'espai funerari té unes dimensions d'1,5 m de llargada, 60 cm d'amplada i 50 cm d'alçada, i està orientat de sud-est a nord-oest, amb la capçalera al nord-oest.
Fou localitzat casualment per uns excursionistes de la Unió Excursionista de Sabadell l'estiu del 2005 en haver quedat al descobert arran de l'incendi forestal de Sant Llorenç Savall que hi hagué l'agost del 2003. La troballa fou comunicada a l'Ajuntament de Sant Llorenç Savall i corroborada posteriorment per especialistes. La tardor del 2005 s'hi va fer una campanya arqueològica i entre el 2006 i el 2007 Atics SL va fer-hi una intervenció promoguda pel Servei d'Arqueologia de la Generalitat de Catalunya. Primer, l'abril del 2006 s'hi va duu a terme una intervenció d'urgència a càrrec de Roser Pou Calvet i el 2007 s'hi efectuaren unes obres d'adequació i consolidació a càrrec de Cesc Busquets i Maria Cardenal. En el moment de la descoberta estava inviolat però malmès per la intempèrie i s'hi trobaren restes d'almenys sis individus amb aixovar funerari, a més d'una petita làmina de sílex, dos botons triangulars d'os en perforació i diversos fragments de ceràmica. Després de la intervenció arqueològica s'emmarcà amb unes tanques metàl·liques i actualment està situat a un petit túmul artificial reomplert de grava.
Està inventariat com a element de patrimoni immoble al Mapa de Patrimoni Cultural de la Diputació de Barcelona, tot i que no té cap protecció legal.

### La Costa
La Costa, o els Corralots d'Agramunt, són les restes d'un habitatge de l'edat mitjana construït aprofitant la bauma obrada de la Costa, o dels Corralots d'Agramunt, situada a un cingle del vessant de llevant de Roca Sareny. Es troba a sota la pista forestal que mena al dolmen de Roca Sareny i al nord-oest de la masia d'Agramunt.
Les restes consisteixen en un mur de pedra que tanca la bauma, amb un rengle d'espitlleres a la part inferior que demostren que antigament hi hagué un altre nivell del terra. L'espai interior és d'uns 13 metres de llargada i uns 5 metres d'amplada. Als voltants hi ha teules trencades i altres restes d'obra. A prop, hi ha dos forns de calç, els quals podrien haver estat fets com a modus vivendi de la casa-bauma. Pel mig del cingle, quan plou, s'hi forma l'inici d'una torrentera, que antigament deuria proveir mínimament d'aigua. La utilització d'aquesta bauma com a habitatge està documentada per primera vegada l'any 1207, i sembla que al segle XIV, arran de la Pesta Negra, va quedar deshabitada. Des d'aleshores només ha estat ocupada molt ocasionalment com a refugi, aixopluc, corral de bestiar o amagatall en temps de guerres.
Durant l'edat mitjana, la Costa pertanyia al monestir de Sant Llorenç del Munt i el castell de Pera en un domini compartit, una solució de compromís habitual a les zones de contacte entre poders feudals. Més tard, un cop la Costa ja era un mas rònec, va incorporar-se al mas Permanyer, després anomenat Can Brossa, situat a la part alta de la vall d'Horta.
El gran incendi forestal de Sant Llorenç del Munt que hi hagué l'agost del 2003 va cremar l'entorn deixant l'estructura més feble i al descobert, ja que fins llavors era protegida per arbres i vegetació. Actualment el mur que en resta està força inclinat i té perill d'esfondrar-se.